# 佛祖統紀
佛祖統記是一部佛教通史，由宋朝志磐大師於公元1269年撰成，凡五十四卷。以“釋迦牟尼佛本紀”寫起，至於中國佛教的歷代祖師傳記。文載歷代「佛祖」事蹟，故曰佛祖統記。佛祖統記上起周昭王廿六年（公元前1027年），下迄宋度宗咸淳五年（1269年），时间橫跨两千二百多年，詳細記述了標榜天台宗為正宗觀點的傳法世系，並兼涉到其它漢傳各宗，引中外典籍近二百种，資料詳實，文采斐然。

## 体裁
本書仿漢朝司馬遷《史記》體裁，是在《宗源錄》和《釋門正統》的基础上編成的一部紀傳體通史。以正史紀傳體編寫，分〈本紀〉、〈世家〉、〈列傳〉、〈表〉、〈志〉等5篇19科，有〈本紀〉、〈世家〉、〈列傳〉、〈表〉等類科。
“本纪”部分凡八卷，“以诸佛诸祖为本纪”，初為“釋迦牟尼佛本紀”，次為“西土二十四祖紀”，最后为“兴道下八祖纪”。
“世家”有二卷，“起自南岳旁出照禅师，下至慈云诸师”，凡十三世家，205人。
“列传”部分凡十二卷，有专传、合传、寄传和杂传等，在篇首或在文中，或在卷后，都有“述曰”。
九“志”置於書末，是依《魏書》體例，《山家教典志》仿《艺文志》，《诸宗立教志》记叙禅宗、华严宗、法相宗、密宗、律宗诸宗歷史，“虽共明此道，而各专一门”，《三世出兴志》记叙了佛教过去、现在、未来三世，《世界名体志》載佛教地理“南洲五竺，东华震旦，若名若体，有说有图，虽自广以至狭，实举别而会总。 既明三世，须辨方界，此学者所宜知也”。其中《法运通塞志》又是史学传统中的一個创例，“志”中有编年，體例上結合了纪传体与编年体的優點，“纪、传、世家，法太史公（司馬遷）”，“志，法司马公（司馬光”）。
它附有三幅地图，分别描绘了东震旦、西域和印度的地理形貌、佛教名胜和佛教徒的活动范围，是中国古代最早的世界地图之一。

## 評價
《四库全书总目》称其“全仿正史之例，大旨以教门为正脉”。
陈寅恪曾指出，“宋代史家之著述， 于宗教往往疏略，此不独由于意执之偏蔽，亦其知见之狭陋有以致之”。
《佛祖统纪》卷54所载的“三教出兴”、“三教厄运”、“三教訞伪”、“三教谈论”，是對當時的儒釋道“三教合一”做一次評論。

## 目錄
1. 本紀（8卷）
  1. 釋迦佛紀（卷1-4）
  2. 西土二十四祖（卷5）
  3. 東土九祖（卷6,7）
  4. 興道下八祖（卷8）
2. 世家（2卷）
  1. 天台宗旁出諸師略傳（卷9,10）
3. 列傳（12卷）
  1. 天台宗諸師法嗣略傳（卷11-22）
4. 表（2卷）
  1. 歴代傳教表（卷23）
  2. 佛祖世繋表（卷24）
5. 志（30卷）
  1. 山家教典志（卷25）
  2. 浄土立教志（卷26-28）
  3. 諸宗立教志（卷29）
  4. 三世出興志（卷30）
  5. 世界名体志（卷31,32）
  6. 法門光顕志（卷33）
  7. 法運通塞志（卷34-48）
  8. 名文光教志（卷49,50）
  9. 歴代會要志（卷51-54）